# Scott Base

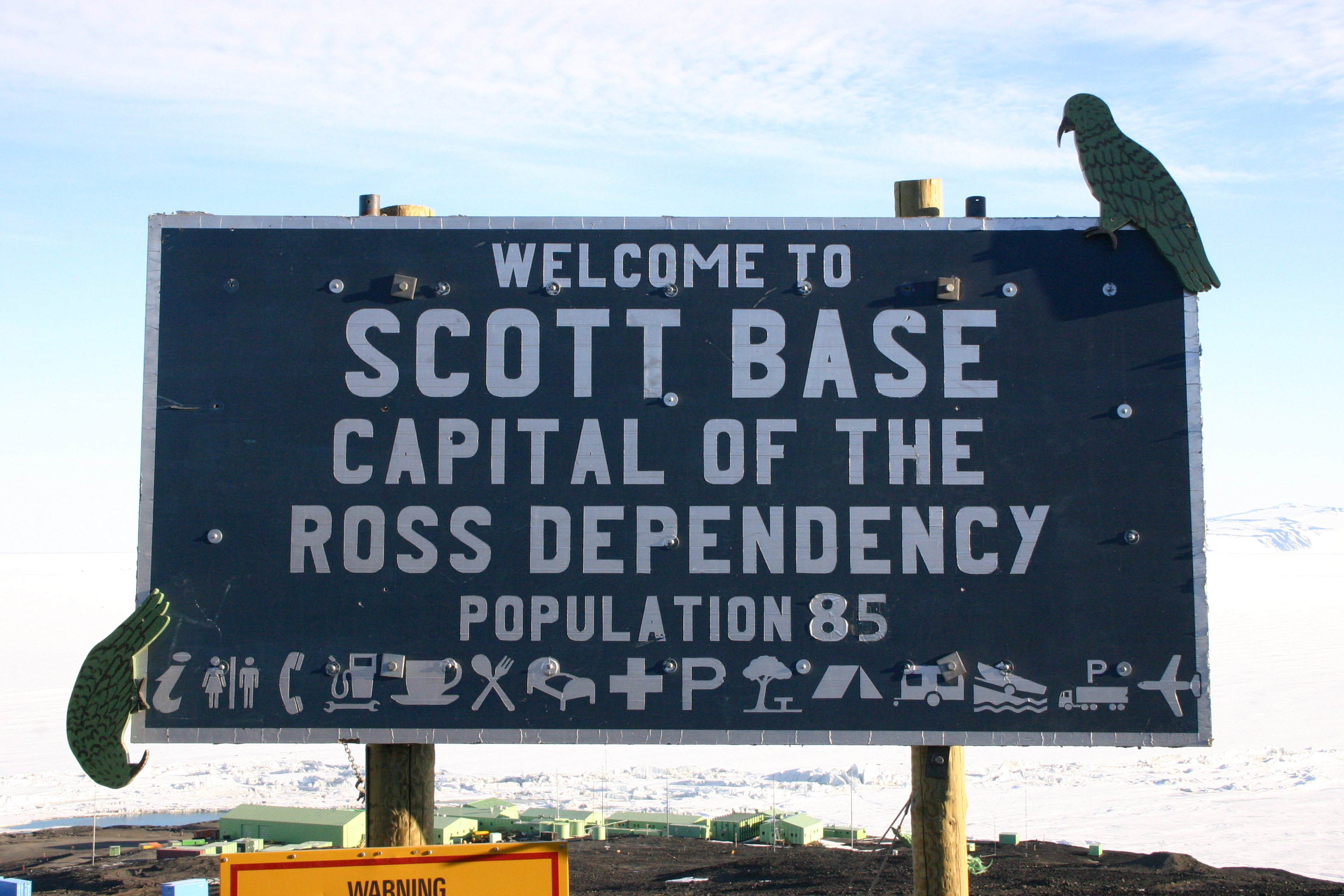
Tablica informacyjna przy drodze łączącej Scott Base z amerykańską stacją McMurdo

Scott Base – nowozelandzka stacja naukowa położona na południowym brzegu Wyspy Rossa (Antarktyda Wschodnia), nad Morzem Rossa, na wysokości 15 m n.p.m., w sąsiedztwie amerykańskiej stacji McMurdo. 
Została założona w 1956 w ramach Międzynarodowego Roku Geofizycznego. Jest czynna cały rok (ma stałą łączność lotniczą z Nową Zelandią). Średnia roczna temperatura powietrza wynosi -20,8 °C, maksymalnie +5 °C, a minimalnie -52,2 °C, prędkość wiatru maksymalnie 39 m/s.